# Мюрленбах
Мюрленбах (нім. Mürlenbach) — громада в Німеччині, розташована в землі Рейнланд-Пфальц. Входить до складу району Вульканайфель. Складова частина об'єднання громад Герольштайн.
Площа — 21,64 км2. Населення становить 531 ос. (станом на 31 грудня 2020).

## Галерея

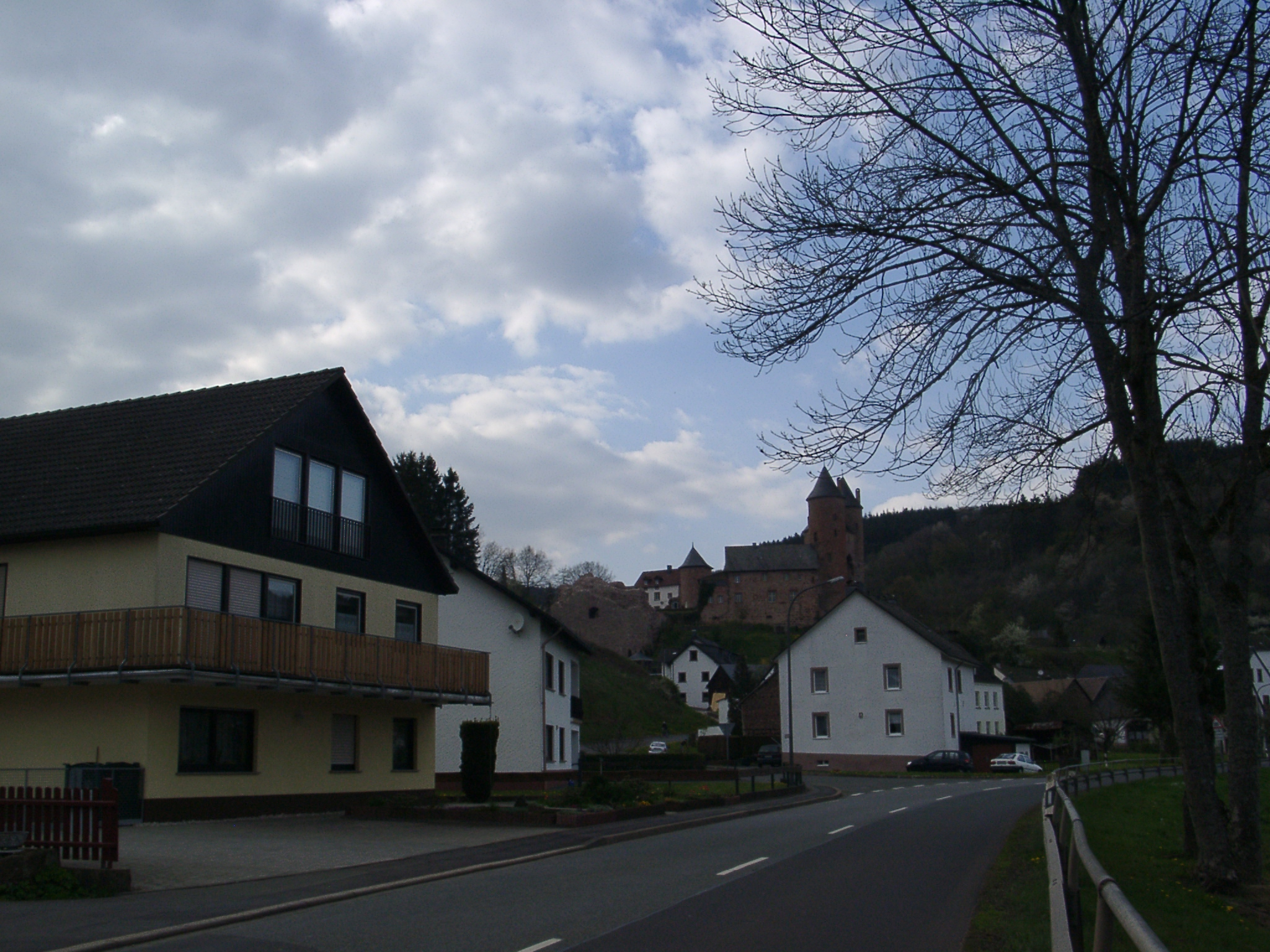
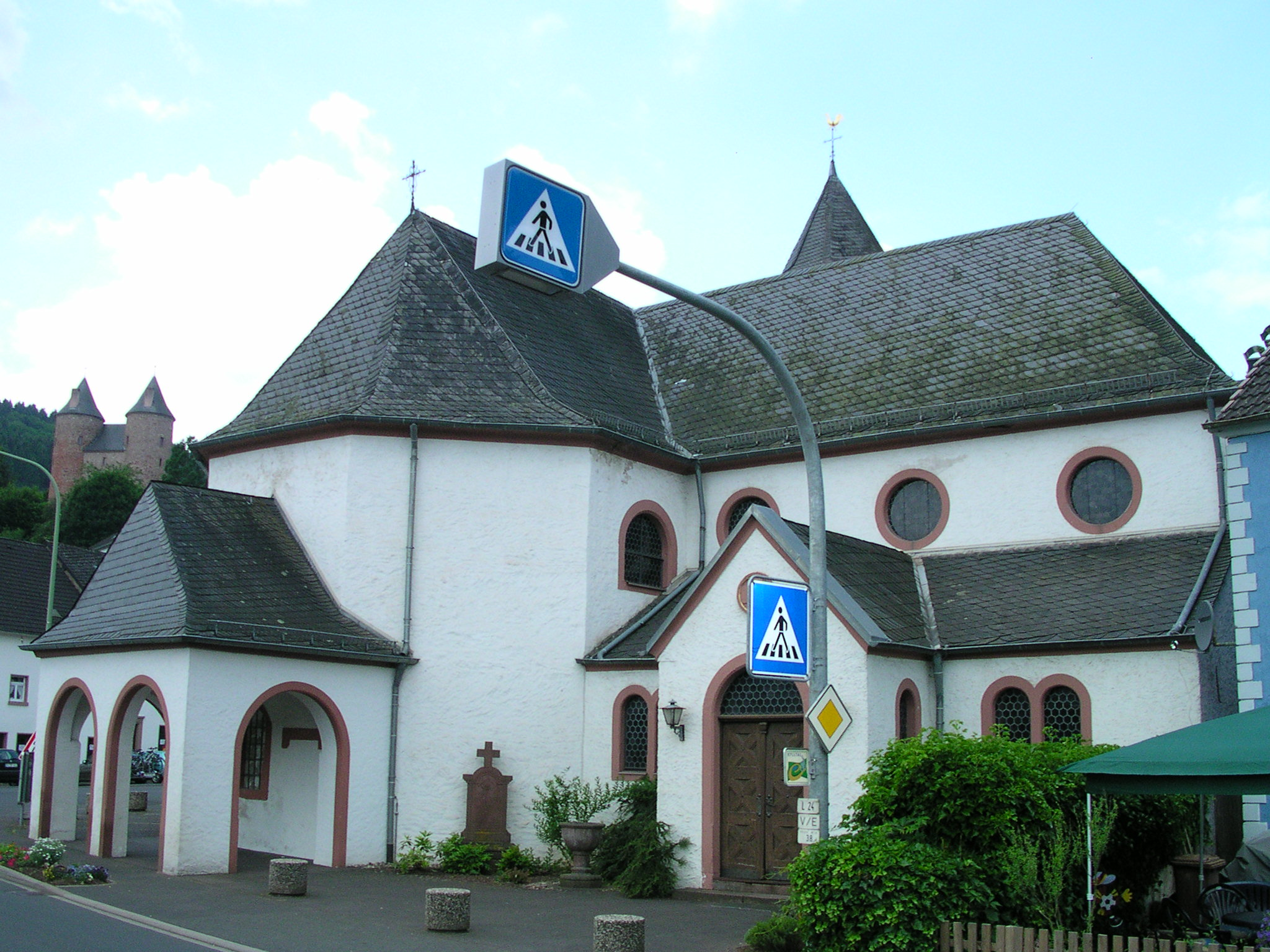
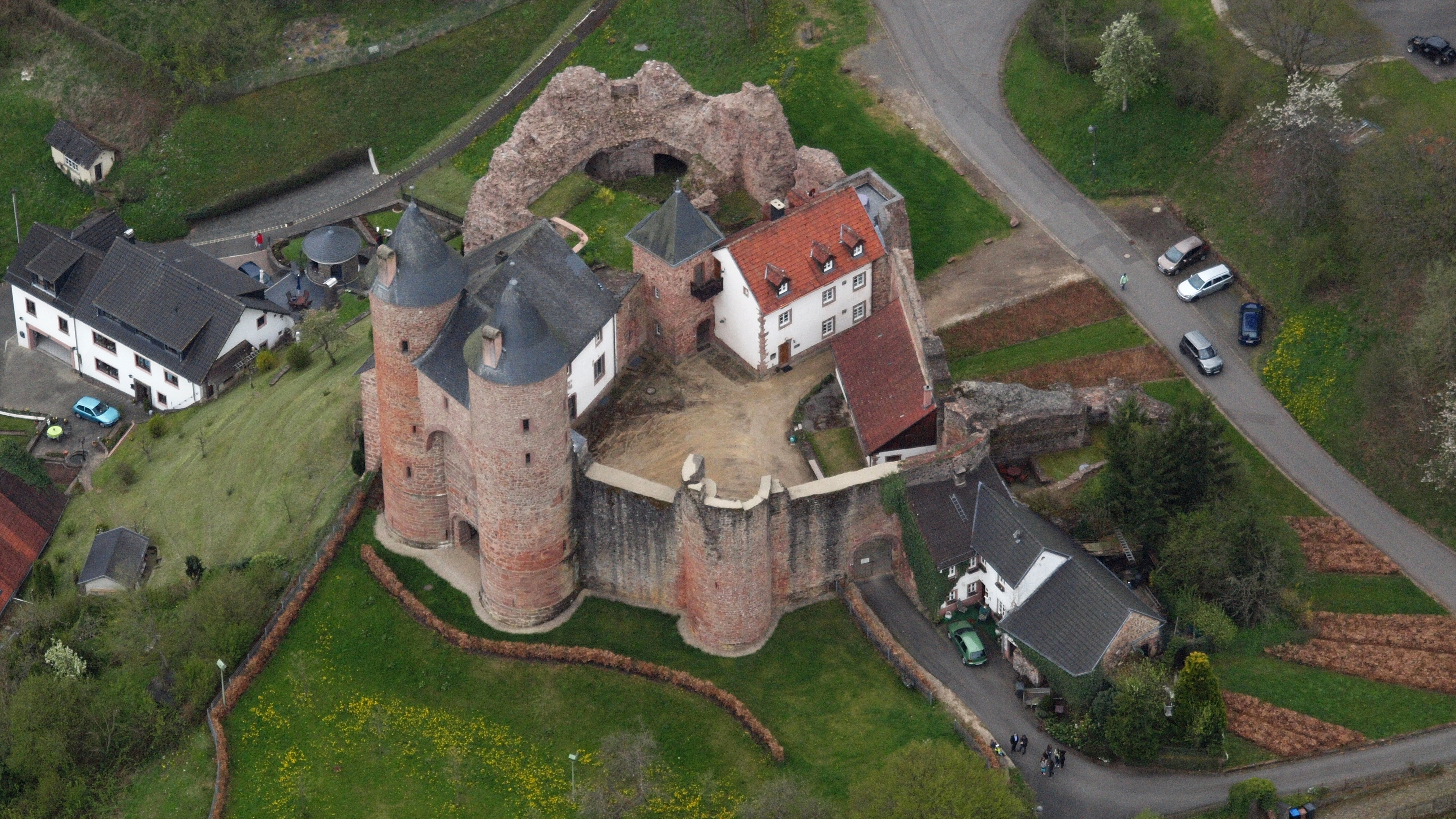
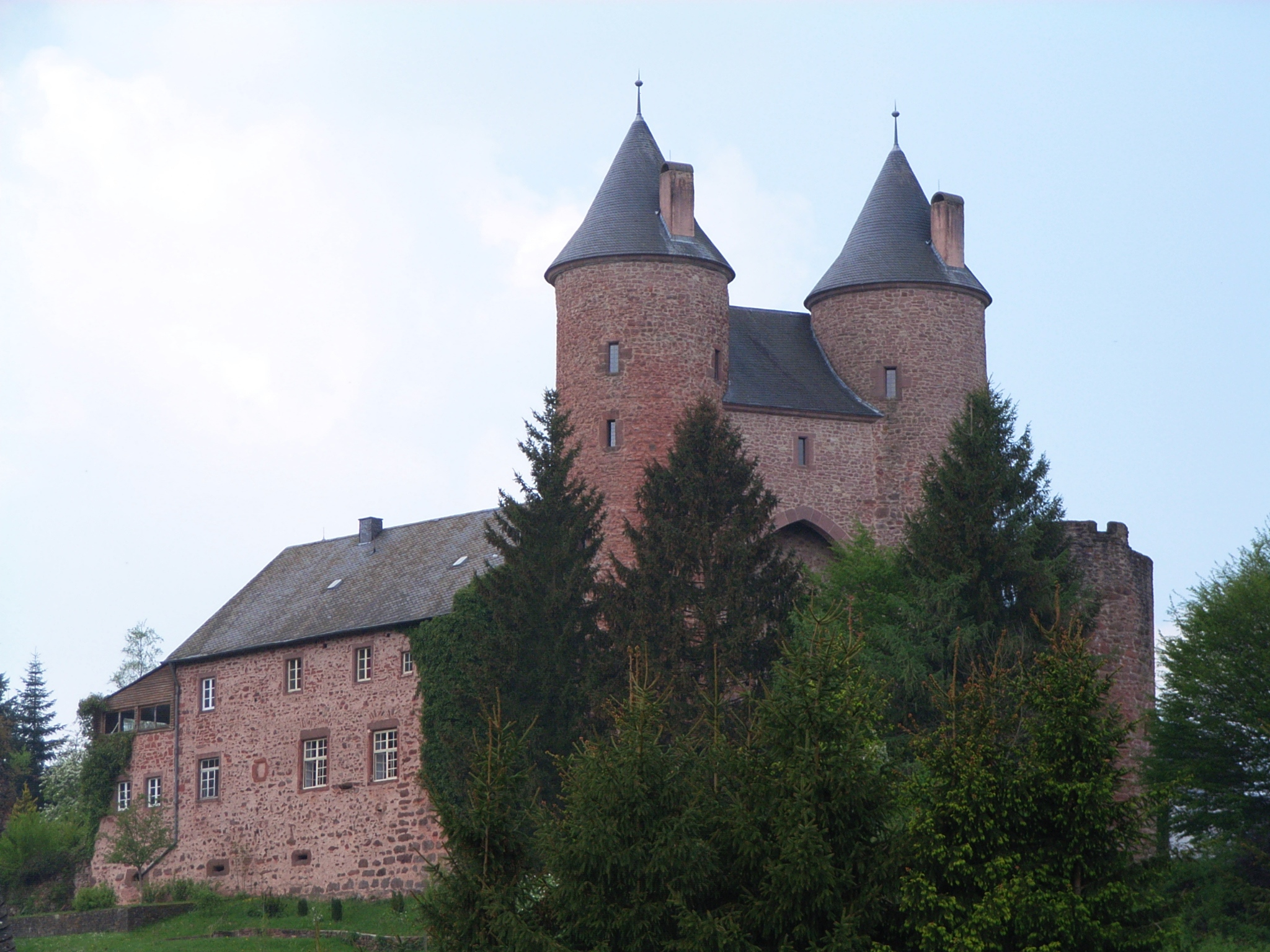